# Duga
Duga là một chi bướm đêm thuộc họ Geometridae.